# اندی هالت
اندی هالت (به انگلیسی: Andy Hallett) (زاده ۴ اوت ۱۹۷۵ - درگذشته ۲۹ مارس ۲۰۰۹ ) بازیگر آمریکایی بود.

## فیلم‌شناسی
از فیلم‌های معروف او می‌توان به بازی در سریال آنجل اشاره کرد.